# 백묵글꼴
백묵글꼴(baekmuk font)은 1986년 이래로 리눅스 배포판 등에서 자유로운 한글사용을 위해 김정환(Kim Jeong-hwan)이 공개한 한글 글꼴이다.
백묵 프로젝트는 공개글꼴인 백묵글꼴을 지속적으로 다듬고 개발하기 위한 글꼴 프로젝트이다.

## 폰트의 종류
1. 백묵 바탕
2. 백묵 돋움
3. 백묵 굴림
4. 백묵 헤드라인

## 개발자
- Kyung-Heon(tody)
- wkpark(wkpark)
- 서영진(yjseo)
- Jungshik Shin(jshin)
- Seonil(iriyun)

## 사용
- BSD 라이센스
- 크로스플랫폼

## 같이 보기
- 은글꼴
- 오픈 폰트 라이선스
- 노토 폰트